# 金谷川村
金谷川村（かなやがわむら）は福島県信夫郡にあった村。現在の福島市の松川町浅川・松川町関谷・松川町金沢・金谷川・蓬莱町の一部・光が丘に相当する。

## 地理
- 山：愛宕山
- 河川：阿武隈川

## 歴史
- 1889年（明治22年）4月1日 - 町村制の施行により、関谷村、浅川村、金沢村の区域をもって発足。
- 1955年（昭和30年）3月20日 - 松川町・水原村と合併し、改めて松川町が発足。同日金谷川村廃止。
- 1966年（昭和41年）6月1日 - 松川町が福島市に編入。
福島市に編入後は旧金谷川村域はそれぞれ松川町金沢、松川町関谷、松川町浅川となり、合成地名である金谷川の地名は消滅したが、後年、福島大学が所在する区画が、最寄り駅として馴染みのある金谷川として地名変更が行われ、金谷川が地名として復活した。

## 交通

### 鉄道路線
- 日本国有鉄道
  - 東北本線
    - 金谷川駅

### 道路
- 国道4号（奥州街道）

現在は旧村域を東北自動車道が通過するが、当時は未開通。